# Carl Chindblom
Carl Richard Chindblom, född 21 december 1870 i Chicago, död 12 september 1956 i Chicago, var en amerikansk jurist och politiker.
Han var av svensk börd och blev barrister i staten Illinois 1900, tio år senare medgrundare av advokatfirman Brecher & Chindbolm i Chicago. Han anlitades även som åklagare och föredragande vid olika domstolar i Illinois. Från 1919 till 1933 var han republikansk ledamot av USA:s representanthus.
Sedan 1943 var han ordförande i administrationsrådet för American Swedish Historical Foundation och dess museum American Swedish Historical Museum i Philadelphia.